# Буйволяча голова (герб)
Буйволяча голова (Буйвіл, Голова Буйвола, пол. Bawola Głowa, Bawół, Głowa Bawola) — шляхетський герб литовського походження, що вживався у Речі Посполитій.

## Опис герба
Герб був відомий, принаймні в чотирьох варіантах. Опис з використанням принципів блазонування, запропонованих Альфредом Знамеровським:
В червоному полі чорна голова буйвола. Клейнод: три пера страуса.  Відсутнія інформації про намет, але у відповідності з правилами фарбування гербів має бути червоного кольору та підбито чорним.

## Символіка
Буйвол символізує благородство і силу. Буйволяча голова є в історичних гербах Молдавії і Буковини, а також у таких польських гербах, як Венява, Помян і Кєтліч II.

## Найбільш ранні згадки
Згідно з Петром Малаховським, герб бере свій початок від княжат литовських.
Невідомо, в який період з'явився даний герб. Францішек Пекосінський припускає, що цей герб є у книзі Herbarz Arsenalski як герб єпископа віленського Войцеха Табора. Однак цей священнослужитель вживав герб Півкозич. Тут легко помилитися, оскільки обидва герби містять тваринну голову на червоному полі. Пекосінський вважав, що цей герб був зображений на печатці Яхни з Дворів (Jachna де Dworow) від 1454 року і Ондрашова, литовського боярина від 1434 року. Однак сучасний геральдист Юзеф Шиманський не знаходить цього герба ані серед гербів середньовічних (тут, навпаки, за документом від 1401 року він визначає герб Буйволова Голова як герб Венява) і XVI-го століття, ані серед гербів XVI століття. Тоді першу згадку про цей герб слід було б перемістити на XVIII століття і гербовник Каспера Несецького.
Герб Буйволяча Голова має також свої різновиди (відміни), герб Большевські та, ймовірно, герб Яновські.

## Роди
Список був складений на основі достовірних джерел, особливо класичних і сучасних гербовників. Слід, однак, звернути увагу на часте явище оголошення нащадками шляхетських родів невластивих гербів, особливо у часи легітимації шляхетства перед записами Герольдії, що потім зберігаються у виданих послідовно гербовниках. Ідентичність прізвища не обов'язково означає приналежність до певного роду гербового. Приналежність таку можна безперечно визначити тільки через дослідження генеалогії.
Повний список гербових родин на сьогодні не можливий для відновлення, також через руйнування і зникнення багатьох актів і документів під час II світової війни (зокрема, під час варшавського повстання у 1944 згоріло понад 90 % ресурсу Головного архіву у Варшаві, де зберігалося більшість документів середньовіччя). Список прізвищ, що перебуває у статті нижче) створений із Herbarza polskiego Тадеуша Гайля. Це досі на сьогодні найбільш повний список гербовласників. Поява в списку прізвища не обов'язково означає, що конкретна сім'я користувалася гербом Буйволяча Голова.
Аксамитовський (Aksamitowski, Axamitowski), Андреєвич (Андрієвич) (Andrejewicz), Бартошевич (Bartoszewicz), Валентинович (Walentynowicz), Гелвановський (Giełwanowski), Даргевич (Dargiewicz), Довґін (Dougin, Dowgin), Довґінович (Dowginowicz), Довґінь (Dowgiń), Довґірд (Dowgird), Довґірт (Dowgirt), Довмонт (Dowmont), Домбровський (Dąbrowski), Жогло (Żogło), Жохла (Żochła), Залеський (Zaleski), Злотковський (Złotkowski), Ільцевич (Ilcewicz), Йончинський (Jączyński), Кердзюк (Kierdziuk), Кирдзевич (Kirdziewicz), Кордзюк (Кордюк) (Kordziuk), Куневич (Kuniewicz), Куцевич (Kucewicz), Ластовський (Łastowski), Лозен (Losen), Лукашевич (Łukaszewicz), Мікович (Mikowicz), Міхаловський (Michałowski), Нагродський (Nagrodzki), Павловський (Pawłowski), Побікровський (Pobikrowski), Рацевич (Racewicz), Сесецький (Siesiecki), Сесицький (Sesicki, Siesicki), Сендомінський (Sędomiński), Стецкевич (Steckiewicz), Тубелевич (Tubielewicz), Тубілевич (укр. Тобілевич) (Tubilewicz), Тульцевич (Tulcewicz), Шиланський (Szyłański), Юндзіл(л) (Jundził, Jundziłł), Янчинський (Janczyński), Яцкевич (Jackiewicz).